# Барба
Барба (фр. Barbas) насеље је и општина у североисточној Француској у региону Лорена, у департману Мерт и Мозел која припада префектури Линевил.
По подацима из 2011. године у општини је живело 151 становника, а густина насељености је износила 20,6 становника/km². Општина се простире на површини од 7,33 km². Налази се на средњој надморској висини од 270 метара (максималној 318 m, а минималној 257 m).

## Демографија
| 1962. | 1968. | 1975. | 1982. | 1990. | 1999. | 2011. |
| ----- | ----- | ----- | ----- | ----- | ----- | ----- |
| 152   | 162   | 142   | 129   | 141   | 145   | 151   |

График промене броја становника у току последњих година